# 拉丁峰
拉丁峰（英語：Latino Peak），是南極洲的冰川，位於維多利亞地的博克格雷溫克海岸，處於黑茲利特山西南面7公里，屬於勝利山脈的一部分，海拔高度2,290米，美國地質調查局根據測量和該國海軍的空中照片繪入地圖，現時由南極條約體系管理。